# Метрополитен Кванджу
Метрополитен Кванджу — метро южнокорейского города Кванджу.

## История
Открыт 28 апреля 2004 года. Действует одна линия с 19 станциями. На всех станциях установлены платформенные раздвижные двери.

## Линии
Первая линия (зелёная), 20 станций, 20,6 км.
- 28 апреля 2004 года, первый участок, 14 станций, 12,2 км.
- 11 апреля 2008 года, второй участок, 6 станций, 8,4 км.

## Галерея

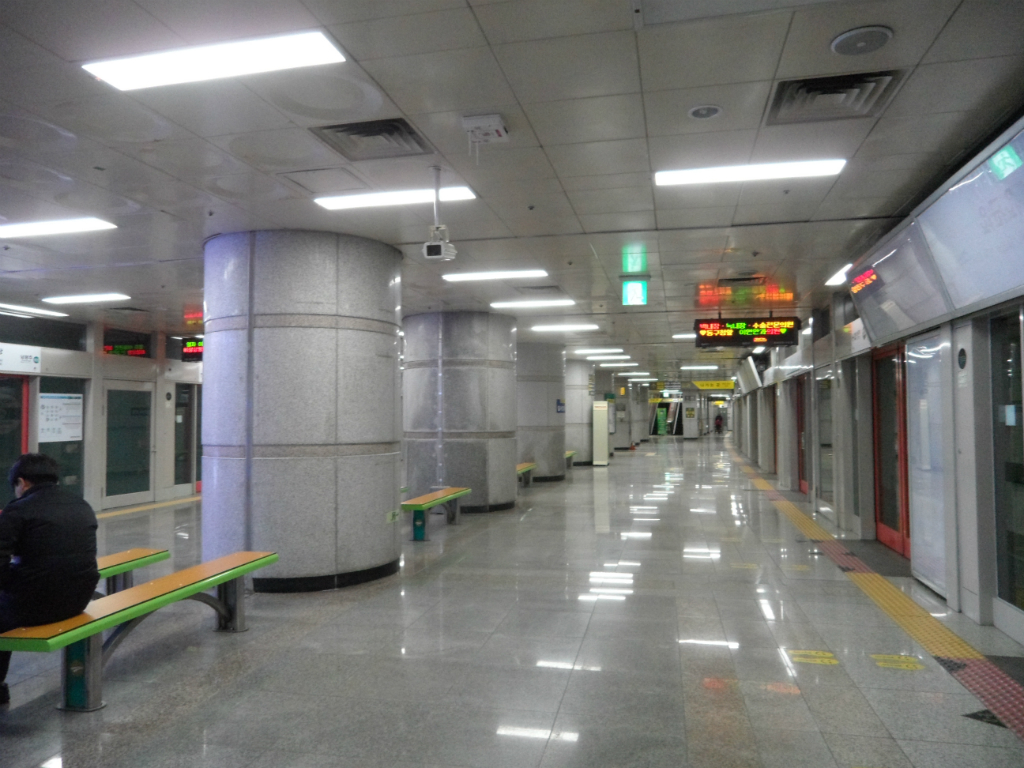
Платформа станцили Культурный Комплекс
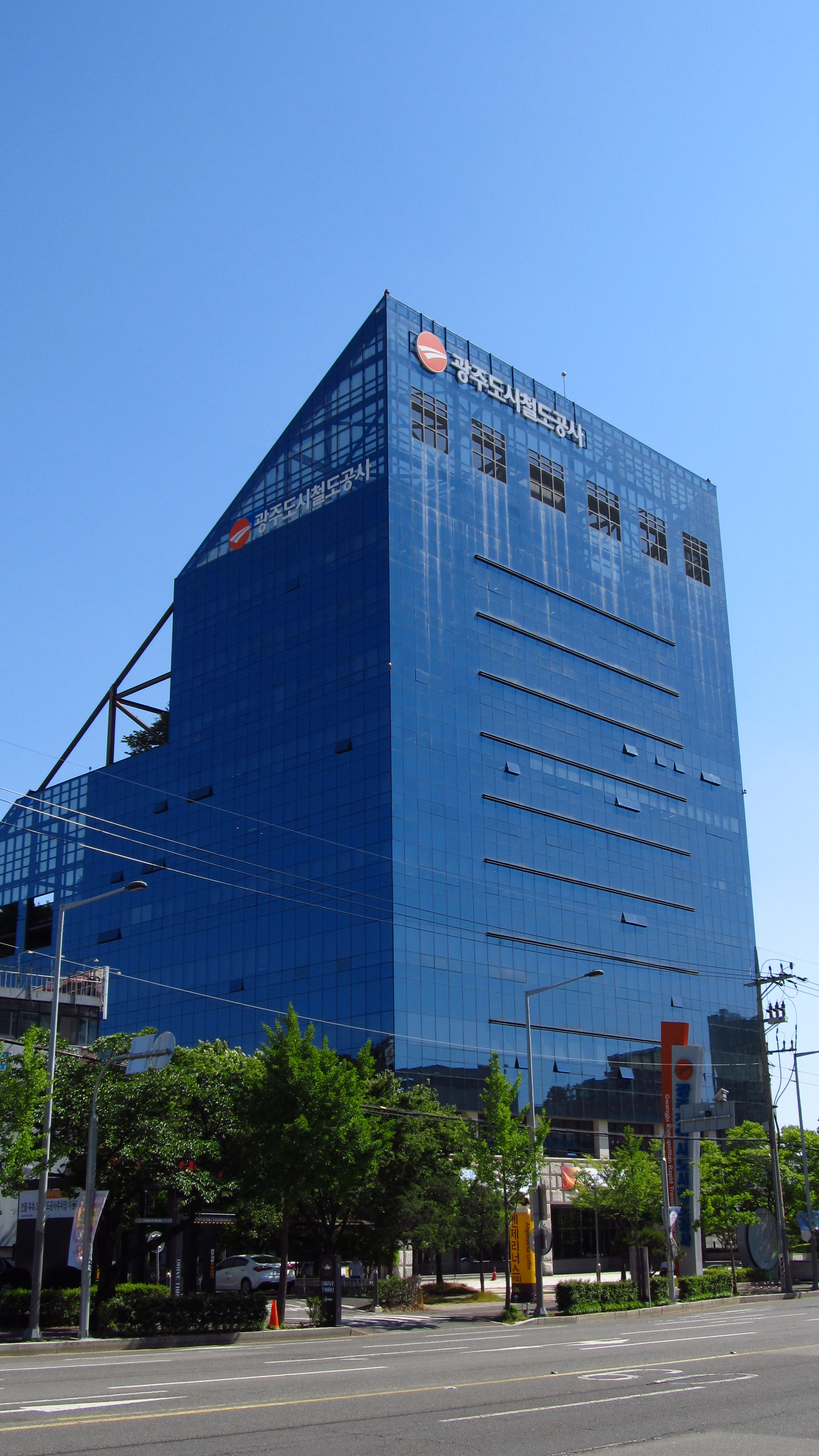
Здание управления метрополитена Кванджу
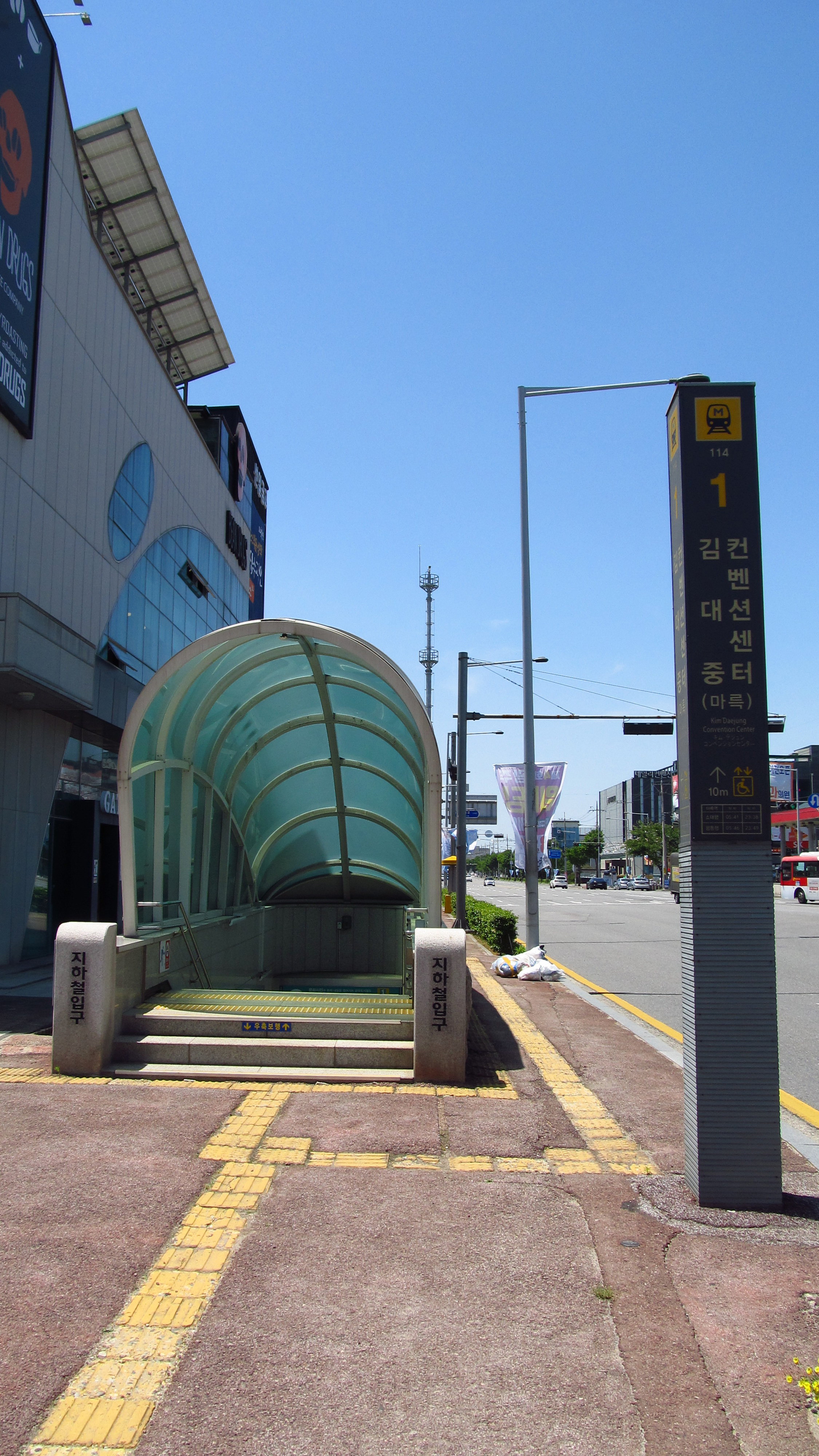
Вестибюль станции Кимдаджунг
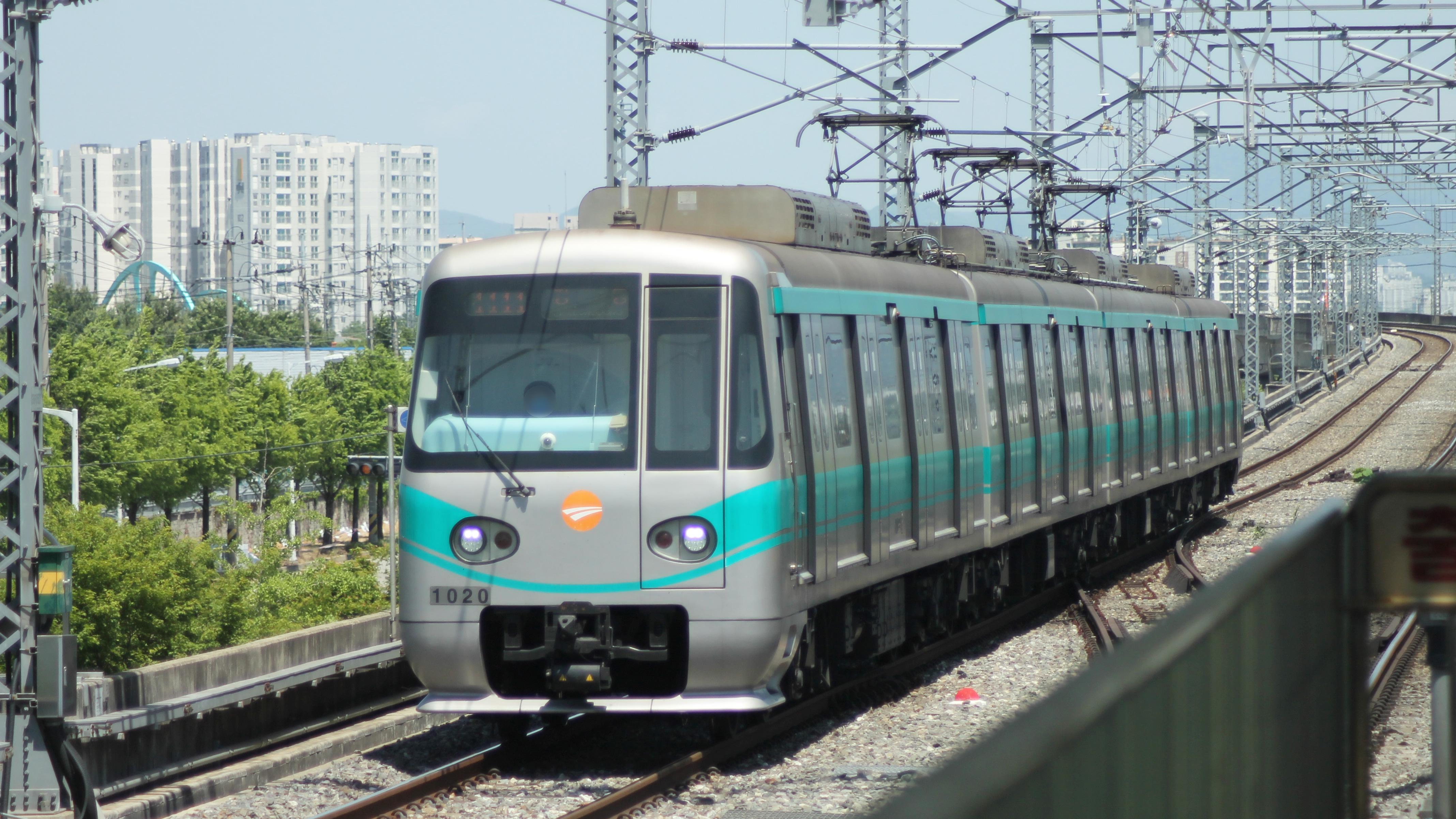
Поезд на эстакадном участке